# Suzanne Imber
Pour les articles homonymes, voir Imber.
Suzanne Imber, née en mai 1983, est une physicienne et astronome britannique. Son principal sujet de recherche est l'étude de l'interaction du vent solaire avec les magnétosphères planétaires de la Terre et de Mercure.

## Jeunesse et formation
Suzanne (Suzie) Imber naît en mai 1983 à Aylesbury, dans le Buckinghamshire. Elle étudie à la Berkhamsted School dans le Hertfordshire où elle pratique la crosse et gagne avec son équipe le Lacrosse National Championships en 2000. Elle obtient son diplôme en physique à l'Imperial College London en 2005 avec mention. Durant ses études, elle effectue deux stages dans la division d'héliophysique de la NASA Goddard Space Flight Center. Elle obtient son doctorat en 2008 à l'Université de Leicester avec sa thèse, Auroral and Ionospheric Flow Measurements of Magnetopause Reconnection during Intervals of Northward Interplanetary Magnetic Field.
Alpiniste très expérimentée, Imber a écrit un code informatique pour identifier et cartographier les sommets non escaladés des Andes et de l'Himalaya avant de partir elle-même les escalader.

## Carrière
Imber rejoint le Goddard Space Flight Center dans le Maryland en 2008. Elle y étudie la météorologie spatiale, contribuant à comprendre comment l'énergie et la quantité de mouvement du vent solaire influencent les environnements de la Terre et de Mercure, en utilisant les données des sondes spatiales de la NASA et de l'ESA combinées à des observations au sol. En 2011, elle devient associée de recherche post-doctorale à l'Université de Leicester, travaillant sur le projet ECLAT de l'Union européenne. Elle reçoit une bourse de recherche Leverhulme en 2014 pour un projet intitulé Rough Winds do Shake the Magnetosphere of Mercury (Les vents violents secouent la magnétosphère de Mercure).
Imber est ensuite promue professeure agrégée à Leicester et occupe un poste de professeure adjointe à l'Université du Michigan. Elle est chercheuse associée sur le Mercury Imaging X-ray Spectrometer (MIXS). Cet instrument conçu et construit à l'Université de Leicester est emporté à bord de BepiColombo, mission de l'Agence spatiale européenne à destination de Mercure, lancée le 19 octobre 2018.
En 2017, elle gagne une compétition lancée par la  BBC Two, Astronauts, Do You Have What It Takes?, et reçoit le parrainage de Chris Hadfield pour rejoindre l'Agence spatiale européenne,.

## Prix et récompenses
- 2021 : Prix Rosalind-Franklin[9]